# Ferdinando Camon
Ferdinando Camon (Urbana, 14 novembre 1935) è uno scrittore italiano.

## Biografia
Camon è il secondogenito di Oriondo e di Elena Fin, coltivatori diretti. Se un limitato spazio narrativo viene riservato nelle sue opere al fratello maggiore Giovanni e alle sorelle minori Giuseppina e Luisa, i genitori sono invece figure che vi compaiono in maniera ricorrente: la protagonista di Un altare per la madre è la madre, mentre in La mia stirpe Camon tratteggia un vero e proprio «monumento per il padre».
Per quanto riguarda il suo percorso scolastico, Camon ricevette l’istruzione elementare nel suo paese natio e nel vicino Borgo S. Marco. Successivamente frequentò la scuola media a Montagnana e il liceo classico di Legnago. Ha compiuto gli studi universitari a Padova laureandosi in Lettere classiche con una tesi sulla democrazia nell'antica Grecia. I suoi primi scritti erano saggi critici su argomenti di filosofia e di letteratura. È datato 1970 il suo primo romanzo, Il quinto stato, prima parte di una saga che descrive la vita rurale nella pianura veneta, e che si apparenta in qualche modo con le pagine friulane di Pier Paolo Pasolini che, non a caso, scrive la prefazione alla prima edizione di questo libro.
La tematica sarà approfondita con i lavori successivi La vita eterna e Un altare per la madre; quest'ultimo lavoro gli valse il Premio Strega 1978 e ne fu tratto un film omonimo per la regia di Edith Bruck nel 1986.
Nel 1978 comincia a collaborare come opinionista al neonato quotidiano Il Mattino di Padova; in questi anni di maggiore attenzione alla cronaca, soprattutto in una città come Padova segnata da numerosi eventi terroristici, scrive Occidente, un romanzo in cui analizza le radici e le motivazioni profonde dell'estremismo politico. Più di quarant'anni dopo, Occidente sarà oggetto di una rilettura da parte dell'autore, che la riproporrà in una nuova versione nel 2022. 
Intanto Camon intraprende una collaborazione anche con altri quotidiani italiani e stranieri, tra i quali La Stampa, l'Unità, Avvenire, Le Monde (Parigi), La Nación di (Buenos Aires), Il Giornale di Vicenza, L'Arena, La Prealpina e il Messaggero Veneto.
Nella sua lunga esperienza di giornalista e scrittore, Ferdinando Camon è stato tradotto in molte lingue, prima di tutto in francese grazie alla presentazione di Jean-Paul Sartre. Ha inoltre conseguito molti premi letterari di prestigio; nel 2016, gli è stato attribuito il Premio Campiello alla carriera.
Vive a Padova, è sposato con la giornalista Gabriella Imperatori e ha due figli: Alessandro, produttore cinematografico, che vive a Los Angeles, e Alberto, professore ordinario di Procedura Penale dell'Alma Mater Studiorum - Università di Bologna.

## Opere
- La moglie del tiranno, Milano, Lerici, 1969.
- Il Quinto Stato, Milano, Garzanti, 1970.
- La Vita Eterna, Milano, Garzanti, 1972; Postfazione di Morando Morandini, Collana Gli elefanti, Garzanti, 2001.
- Occidente, Milano, Garzanti, 1975; ed. definitiva, Adria, Apogeo, 2022, ISBN 978-88-99479-90-9. Premio Giornalista del mese.
- Un altare per la madre, Milano, Garzanti, 1978.
- La malattia chiamata uomo, Collana Narratori moderni, Milano, Garzanti, 1981, ISBN 978-88-116-6062-0.
- Storia di Sirio, Milano Garzanti, 1984.
- La donna dei fili, Collana Narratori moderni, Milano, Garzanti, 1986, ISBN 978-88-116-6068-2; Adria, Apogeo, 2024, ISBN 979-12-81386-18-1.
- Autoritratto di Primo Levi. La colpa di essere nati, il diavolo nella storia, lager nazista e lager comunista, la nascita di Israele, perché scrivere. Conversazione critica, Edizioni Nord-Est, 1987; col titolo Conversazione con Primo Levi, Milano, Garzanti, 1991, ISBN 88-11-52070-3; Collana Quaderni della Fenice, Parma, Guanda, 1997, ISBN 978-88-774-6994-6.
- Il canto delle balene, Collana I Coriandoli, Milano, Garzanti, 1989, ISBN 978-88-116-5150-5.
- Il santo assassino. Dichiarazioni apocrife, Collana I grilli, Venezia, Marsilio, 1991, ISBN 978-88-317-5437-8.
- Il super-baby, Milano, Rizzoli, 1991.
- Mai visti sole e luna, Collana I Coriandoli, Milano, Garzanti, 1994, ISBN 978-88-116-5151-2. Premio Stazzema alla Resistenza; Premio Pen Club
- La Terra è di tutti, Collana Narratori moderni, Milano, Garzanti, 1996, ISBN 978-88-116-2025-9.
- La cavallina, la ragazza e il diavolo. Collana Nuova Biblioteca n.4, Milano, Garzanti, 2004, ISBN 978-88-116-8306-3. Premio letterario Giovanni Verga
- Tenebre su tenebre. Quando Dio si vergogna degli uomini e gli uomini si vergognano di Dio, Collana Saggi, Milano, Garzanti, 2006, ISBN 978-88-115-9797-1.
- Figli perduti. La droga discussa con i ragazzi, Collana Le forme, Milano, Garzanti, 2009, ISBN 978-88-116-8163-2.
- La mia stirpe, Collana Narratori moderni, Milano, Garzanti, 2011, ISBN 978-88-116-7038-4.
- Il mestiere di scrittore. Conversazioni critiche, Collana Argomenti n.8, Roma, Edizioni di Storia e Letteratura, 2019, ISBN 978-88-935-9267-3.
- Scrivere è più di vivere, Collana Piccola Biblioteca, Milano, Guanda, 2019, ISBN 978-88-235-2330-2.
- F. Camon-Pietro Ingrao, Tentativo di dialogo sul comunismo, a cura di Alberto Olivetti, Futura, 2019, ISBN 978-88-230-2171-6.
- A ottant'anni se non muori t'ammazzano, Collana Èstra narrativa, Adria , Apogeo, 2020, ISBN 978-88-99479-70-1.

### Poesie
- Liberare l'animale, Milano, Garzanti, 1973. Premio Viareggio
- Dal silenzio delle campagne. Tori, mucche, diavoli, contadini, drogati, mercanti di donne e serial-killer: scene e raccontini in versi, Collana Narratori moderni, Milano, Garzanti, 1998, ISBN 978-88-116-2033-4. Premio Città di Bologna
- Son tornate le volpi. Come muore la nostra civiltà, Adria, Apogeo, 2022, ISBN 978-88-99479-92-3.

## Riconoscimenti
- 1972 - Premio Città di Prato
- 1973 - Premio Viareggio di poesia[5]
- 1978 - Premio Strega[6]
- 1986 - Premio Selezione Campiello[7]
- 1989 - Premio Selezione Campiello[7]
- 1991 - Premio Procida-Isola di Arturo-Elsa Morante[8]
- 2018 - Premio Masi per la Civiltà Veneta[9]
- 2023 - Premio Comisso Scrittori veneti alla Carriera[10]